# Laura (djur)
Laura är ett släkte av kräftdjur. Laura ingår i familjen Lauridae.
Kladogram enligt Catalogue of Life:
| Laura | \| \| Laura bicornuta \| \| \| \| \| \| Laura dorsalis \| \| \| \| |
|       | \| \| Laura bicornuta \| \| \| \| \| \| Laura dorsalis \| \| \| \| |
|       | Zoanthoecus                                                        |
|       |                                                                    |
|       | Laura bicornuta                                                    |
|       |                                                                    |
|       | Laura dorsalis                                                     |
|       |                                                                    |

|  | Laura bicornuta |
|  |                 |
|  | Laura dorsalis  |
|  |                 |